# Abc – art berlin contemporary

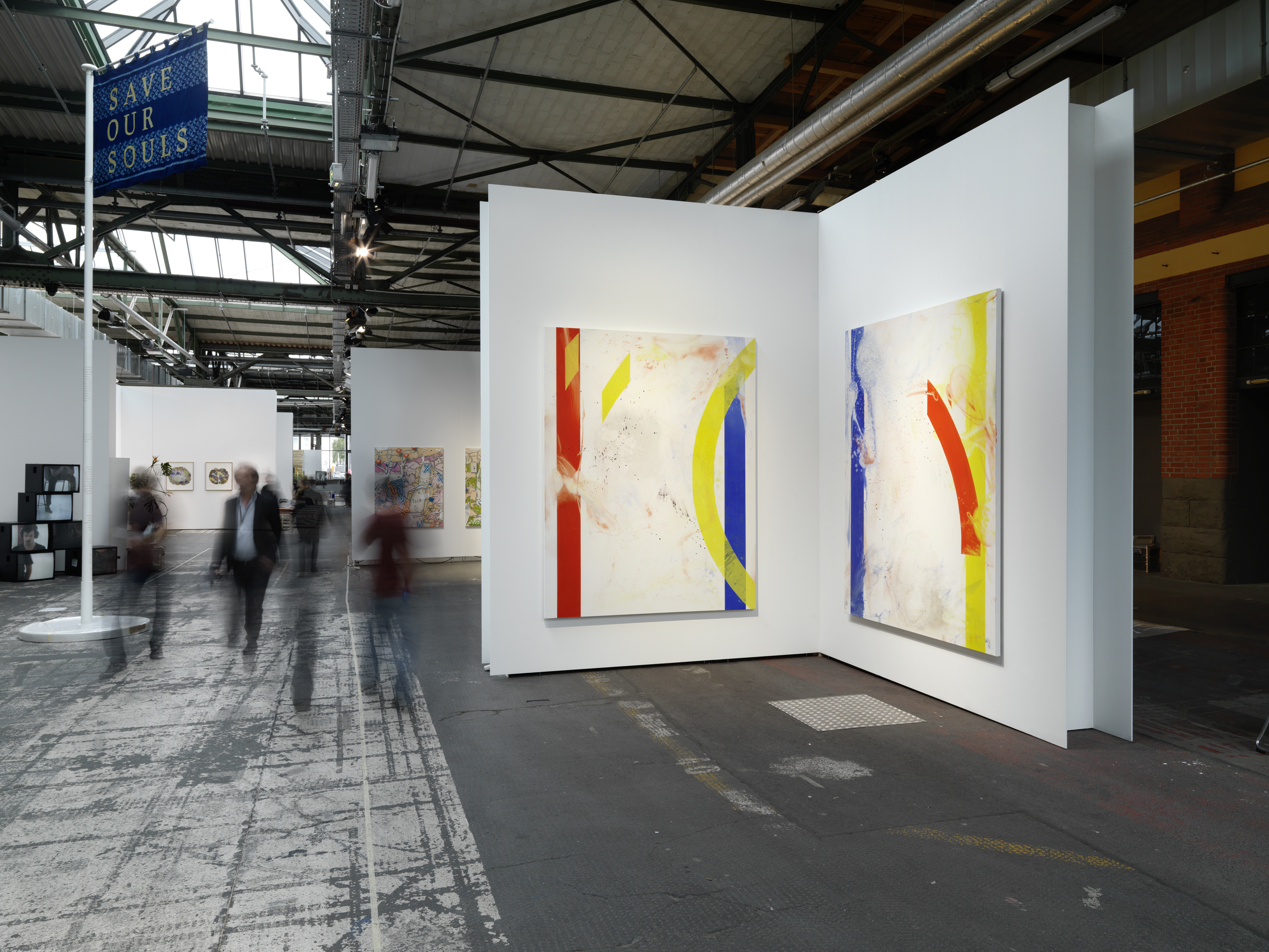
Ausgabe 2015: Blick in die Ausstellungshalle der STATION-Berlin. Bilder: Fluss ohne Ufer, 2015, von Florin Kompatscher.

abc – art berlin contemporary ist ein Ausstellungsformat für nationale und internationale Galerien, die ausgewählte Einzelpositionen zeitgenössischer Kunst zeigen. Der Fokus liegt auf den einzelnen Arbeiten – die teilnehmenden Galerien präsentieren sich nicht mit ihrem gesamten Programm.
abc ist eine private Initiative von neun Berliner Galerien: Galerie Guido W. Baudach, Mehdi Chouakri, Galerie Kamm, Meyer Riegger, Galerie Neu, Neugerriemschneider, Esther Schipper und Zak Branicka und Partner der 2012 gegründeten Berlin Art Week.
Im September 2012 wurde Maike Cruse zur Direktorin berufen, von November 2012 bis Juni 2013 übernahm Cédric Aurelle die Gesamtleitung. Neue Interims-Geschäftsführerin ist die bisherige Projektmanagerin der Gesellschaft, Christiane Rhein.

## Geschichte
Seit 1996 wurde in Berlin die Messe für zeitgenössische Kunst Art Forum Berlin in den Messehallen am Funkturm veranstaltet. Als Ergänzung dazu wurde die abc 2008 von Berliner Galerien gegründet. Zum Auftakt wurden 75 Galerien in die Hallen des ehemaligen Postbahnhofs „Station Berlin“ eingeladen, wo sie rund 75 Positionen zum Thema Skulptur, Installation und Projizierte Bilder zeigten. Das Konzept bestand darin, keine sonst üblichen Kojen für Galerien einzurichten, sondern Einzelprojekte zu zeigen, wenige Objekte und eine gezielte Auswahl zu treffen. Es folgte im Jahr darauf unter dem Titel def – drafts establishing future die Präsentation von Modellen zur Kunst im öffentlichen Raum in der Akademie der Künste im Tiergarten. 2010 wählte abc als Veranstaltungsort das Marshall-Haus auf dem Messegelände. Unter dem Titel light camera action stellte man sich den komplexen Fragen des Filmischen in der zeitgenössischen Kunst und dem damit verbundenen Aspekt des Performativen.
Eine ursprünglich vorgesehene Fusion von Art Forum Berlin und abc scheiterte. abc wurde von der Messe Berlin vorgeworfen, sich zur Konkurrenzveranstaltung des Art Forum Berlin zu entwickeln, um den Berliner Kunstmarkt allein zu beherrschen und so die 2011 erfolgte Einstellung dieser Veranstaltung verursacht zu haben. Ausschlaggebend für die Aufgabe des Art Forum Berlin dürften aber vor allem die Lage der Messehallen fern der Kunstszene, die zeitliche Nähe zu anderen internationalen Kunstmessen und die daraus resultierenden schlechten wirtschaftlichen Ergebnisse gewesen sein.
2011 zog abc zurück in die Station Berlin und präsentierte mit about painting rund 120 Künstlerpositionen zur Malerei der Gegenwart sowie Installationen, Papierarbeiten, Videos, Fotografien und Skulpturen, die ein kontextuelles Interesse an diesem klassischen Medium aufweisen. Die Veranstaltung wurde als Kombination von thematischer Ausstellung und Verkaufsschau und die bis dahin beste abc bezeichnet. 2012 waren die Galerien erstmals selbst dazu aufgerufen, ihre Position vorzuschlagen. Zusätzlich organisierte eine Gastinstitution, der Artists Space aus New York, einen Bazaar, zwei Interventionen und eine Vortragsreihe. Parallel fand auf dem Gelände die Kunstbuchmesse Miss Read statt. Es beteiligten sich 129 Galerien aus 19 Ländern, von sehr jungen Galerien bis zu Global Playern. 2013 präsentierte sich abc vom 19. bis 22. September in der STATION-Berlin am Gleisdreieck. Die letzte abc fand 2016 statt. 
2017 ging aus einer Kooperation zwischen der abc und der Art Cologne eine neue Messeform hervor, die Kunstmesse art berlin, die die abc in seiner ursprünglichen Form ablöste. Im September 2017 nahmen dabei etwa 110 Galerien aus 16 Ländern teil.

## Architektur
Die Architektur der abc 2012 wurde von Manuel Raeder entwickelt und setzt sich kritisch mit temporärer Messe-Architektur auseinander. Statt aufwändige Einweg-Lösungen zu konstruieren, stützt sich das Konzept auf bereits existierende, wiederverwertbare Strukturen, die kombiniert mit eigens entwickelten Display-Systemen einen ökonomisch nachhaltigen Rahmen bilden. Die Galerien können so eigene Ausstellungssituationen für Malerei, Skulptur und/oder Installation schaffen. 

## Bedeutung und Organisation
Als Produktionsstandort für zeitgenössische Kunst findet Berlin international Beachtung. Neben dem Gallery Weekend im Frühjahr ist die Berlin Art Week mit dem Mitinitiator abc auch als Wirtschaftsfaktor für Berlin von Bedeutung. Nach dem Ende der Art Forum Berlin gilt die abc als Hauptattraktion des Berliner Kunstmarktes. Die abc gilt als Highlight der Berlin Art Week. Betont wird, das insbesondere der experimentelle Charakter zu Berlin passe.